# Hendrik van Geldenaken

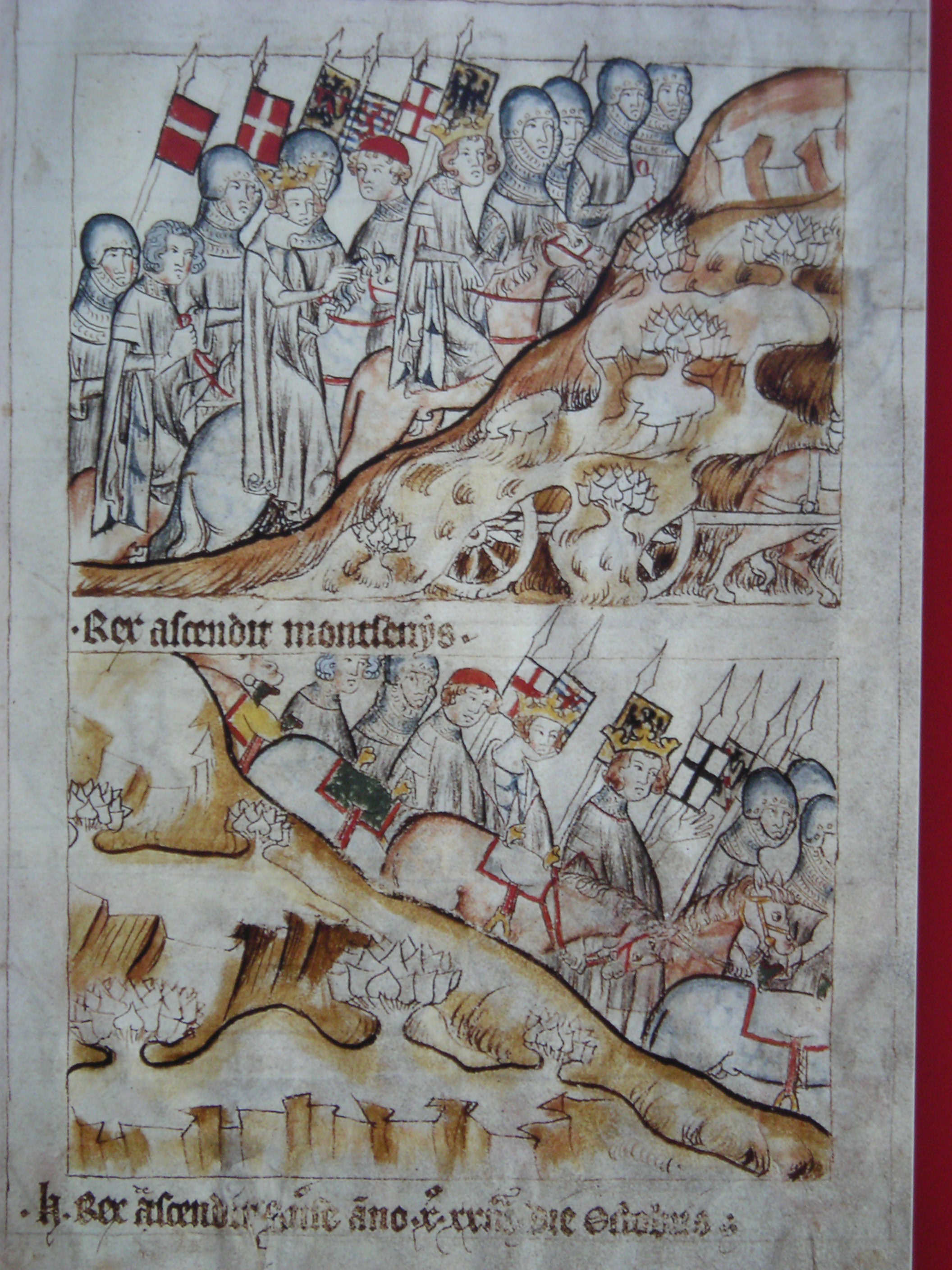
De Romereis van Hendrik VII van Luxemburg door de Alpen. Hendrik van Geldenaken was een van zijn adviseurs.

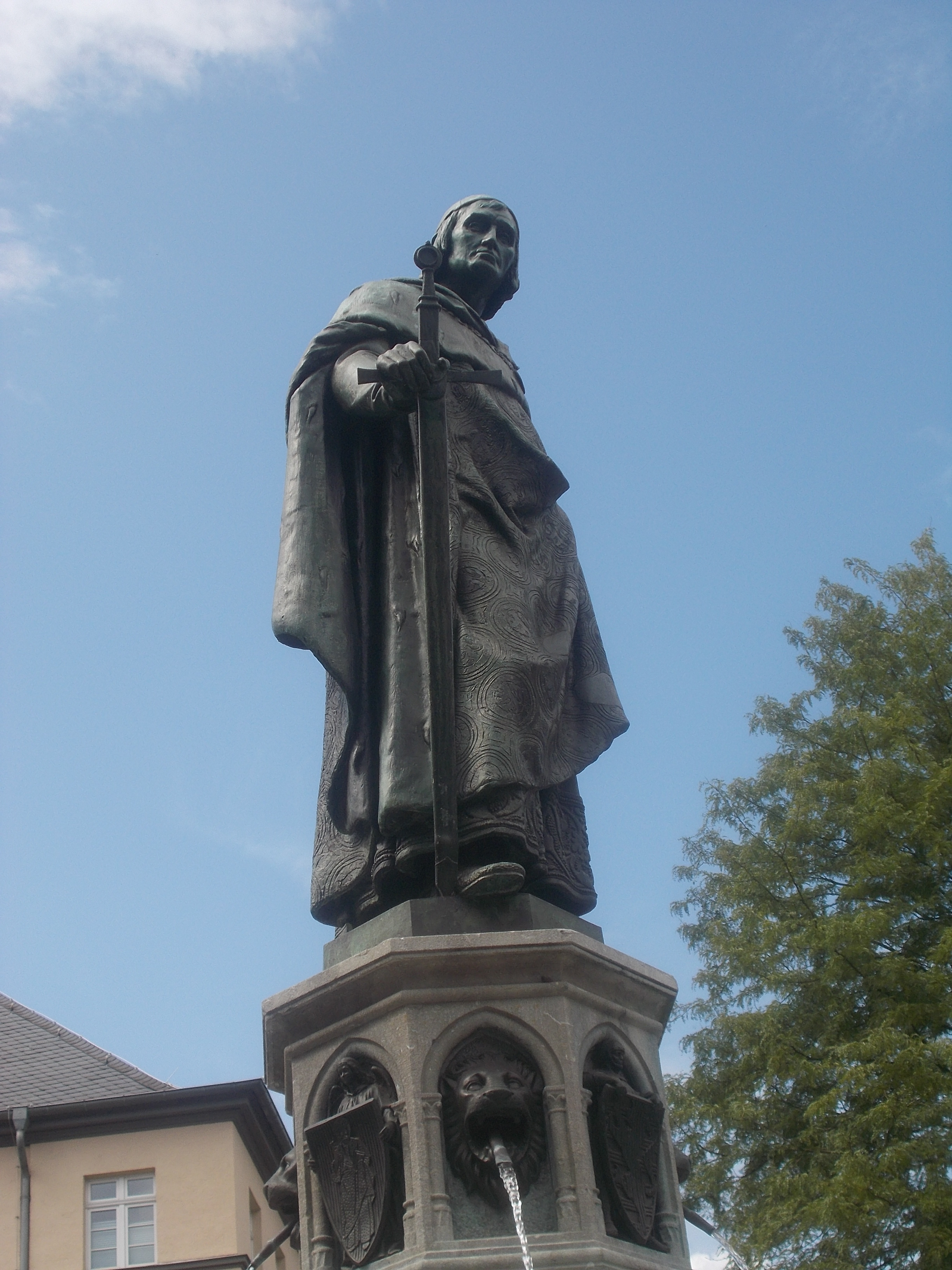
Standbeeld in Trier van Boudewijn van Luxemburg, in wiens dienst Hendrik van Geldenaken werkte.

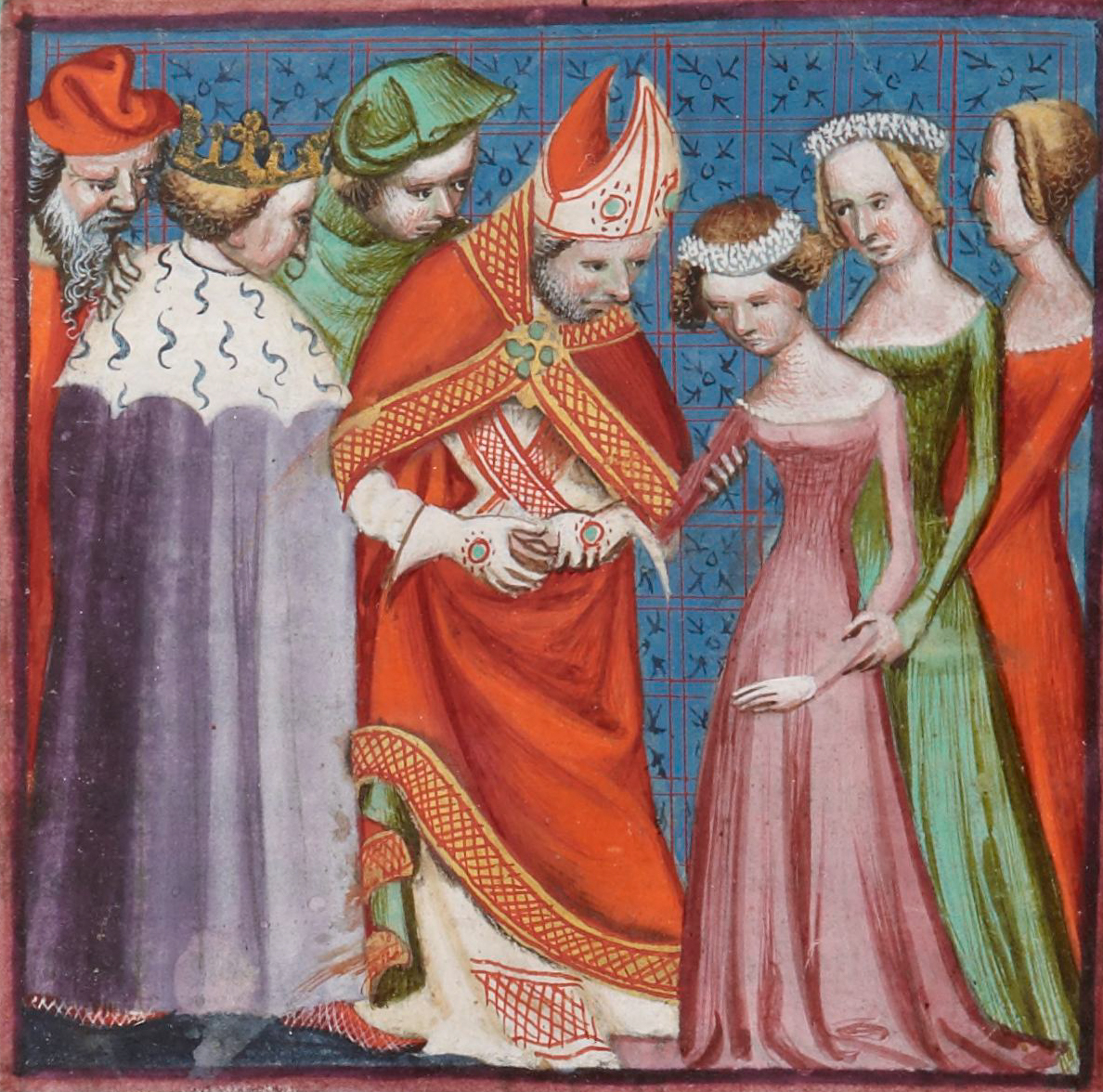
Huwelijk van Maria van Luxemburg. Hendrik van Geldenaken was haar adviseur.

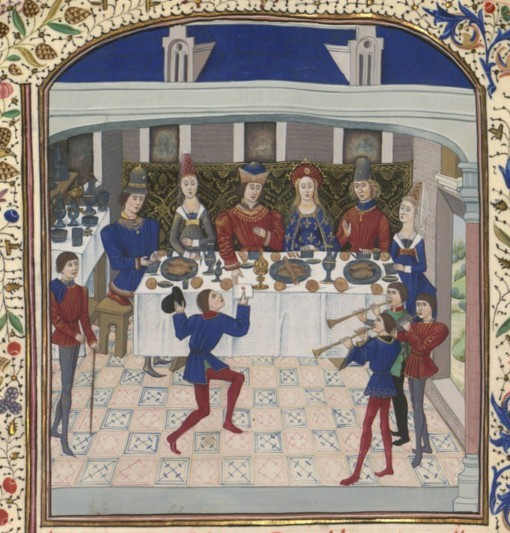
Hofleven van Willem III van Holland, waaraan Hendrik van Geldenaken deelnam.

Hendrik van Geldenaken (Geldenaken 1275/1285 – 1352) was een diplomaat en juridisch raadsman in dienst van keizer Hendrik VII uit het huis Luxemburg en van de graven van Holland-Henegouwen-Zeeland Willem III en Willem IV. Zijn Duitse naam was Heinrich von Geldonia en zijn Franse naam Henri de Jodoigne. Hij was een expert in Romeins Recht.

## Levensloop

### Brabant
Tussen 1275 en 1285 werd Hendrik geboren in Geldenaken in het hertogdom Brabant.  Zijn familie kende meerdere notabelen en militairen aan het hof van de hertogen van Brabant. Hendrik studeerde rechten aan een Romaanstalige universiteit, die onbekend is. Wellicht gaat het om Parijs, Orléans of Bologna of een combinatie van deze. Hij werd een belezen jurist, soms genoemd professor legum of magister. Hij werd later geroemd om zijn kennis van het Romeins recht.

### In diplomatieke dienst van de Duitse koning Hendrik VII
Zijn naam valt voor het eerst in het jaar 1309 te Nürnberg. Kanunnik Hendrik was werkzaam aan het hof van Hendrik VII van Luxemburg, Rooms-Duits koning. Hij deed voor hem twee diplomatieke zendingen: één naar Mantua, een stad van ghibellijnen, en één naar Parijs, bij koning Filips IV van Frankrijk. Vervolgens begeleidde hij Hendrik VII op Romfahrt(1312); dit is de tocht over de Alpen naar Rome waar Hendrik VII tot Rooms-Duits keizer wou gekroond worden. Hendrik van Geldenaken was een van de Romaanstalige juristen in het gevolg van de keizer. De aanwezigheid van Romaanstalige juristen afkomstig benoorden de Alpen was een nieuw fenomeen ter ondersteuning van de keizer van het Rooms-Duitse Rijk. In Rome legde Hendrik het standpunt van de keizer uit aan de kardinalen. Het was een pleidooi voor de ghibellijnse politiek van Hendrik VII, wat uiteraard botste met deze van de Welfen of de pausgezinden. In Rome braken rellen uit en Hendrik VII van Luxemburg werd nog niet gekroond. Uiteindelijk vond de keizerskroning van de Luxemburger plaats op 29 juni 1312, in de kathedraal van Sint-Jan van Lateranen. Op de terugweg stierf de keizer onverwacht in Buonconvento (1313). Hendrik reisde terug naar Trier, in het gezelschap van de broer van de keizer, aartsbisschop Boudewijn. Er moest snel gehandeld worden. Het Huis Luxemburg, en met hen Hendrik van Geldenaken, steunde de keizersverkiezing van Lodewijk de Beier (1314). Nochtans behoorde Lodewijk niet tot het huis Luxemburg. Hendrik bleef verder in dienst van Boudewijn, aartsbisschop van Trier.

### Parijs
Hendrik werd vervolgens de klerk en raadsman van prinses Maria van Luxemburg. Prinses Maria huwde in 1322 met Karel IV, koning van Frankrijk. Hendrik had het huwelijk mee onderhandeld en was aanwezig op haar huwelijk in Provins (1322). In 1324 stierf prinses Maria.

### Holland
Kanunnik Hendrik verliet Parijs en stelde zich in dienst van de graaf van Holland-Henegouwen-Zeeland Willem III, schoonzoon van keizer Lodewijk de Beier. Deze functie vervulde Hendrik een groot deel van zijn leven. Van 1324 tot 1345 was Hendrik ononderbroken raadsman en diplomaat voor de graven Willem III en diens opvolger Willem IV. Hendrik werd nooit kanselier van Henegouwen maar had een belangrijke rol aan het hof. Van verschillende oorkondes wordt aangenomen dat Hendrik de dictator was, in de betekenis van diegene die de tekst had gedicteerd. Hendrik werkte tezelfdertijd in dienst van koning Eduard III van Engeland, van wie hij jaarlijks 100 gouden florijnen ontving. Hendrik gaf talrijke juridische adviezen voor de graven van Holland. Hendrik was eveneens betrokken bij het huwelijk tussen keizer Lodewijk de Beier en Margaretha. Margaretha was een dochter van Willem III en zus van Willem IV en haar huwelijk had een politiek doel: keizer Lodewijk de Beier verbinden aan het Huis Luxemburg. Over verloop van de jaren voerde kanunnik Hendrik , met Willem IV, Lodewijk de Beier en Edward III, een anti-Franse politiek. De Honderdjarige Oorlog brak uit tussen Frankrijk en Engeland, een oorlog die paus Benedictus XII tot zijn spijt niet kon vermijden.
De Fransgezinde Benedictus XII verloor zijn geduld met Willem IV en kanunnik Hendrik. De paus sloeg hen beiden in de ban van de Roomse kerk (1339). De aanleiding was een klacht van Guillaume d'Auxonne, graaf-bisschop van Kamerijk, over de anti-Franse alliantie waarover Hendrik bleef praten in Kamerijk. Benedictus XII verzoende zich nadien wel met Willem IV en kanunnik Hendrik na een lang gesprek in het Pausenpaleis van Avignon (1341). De paus trok de kerkban in.

### Brabant
Van 1346 tot 1349 was Hendrik juridisch raadsman voor Jan III, hertog van Brabant, zijn geboorteland. Deze functie vervulde hij kort, in vergelijking met zijn jarenlange dienst voor Holland-Henegouwen-Zeeland.

### Holland
Van 1349 tot zijn dood in 1352 was Hendrik juridisch raadsman voor Margaretha II van Henegouwen. In deze periode was Margaretha, de weduwe van de keizer, de regentes voor Holland-Henegouwen-Zeeland. Haar zoon Willem V was immers minderjarig. Hendrik adviseerde Margaretha in het probleem dat zou uitdraaien tot de Hoekse en Kabeljauwse twisten. Hendrik overleed in 1352 op een onbekende plaats. Het vermogen dat hij naliet was omvangrijk en maakte de oprichting mogelijk van enkele kerkelijke stichtingen.

## Kerkelijke ambten

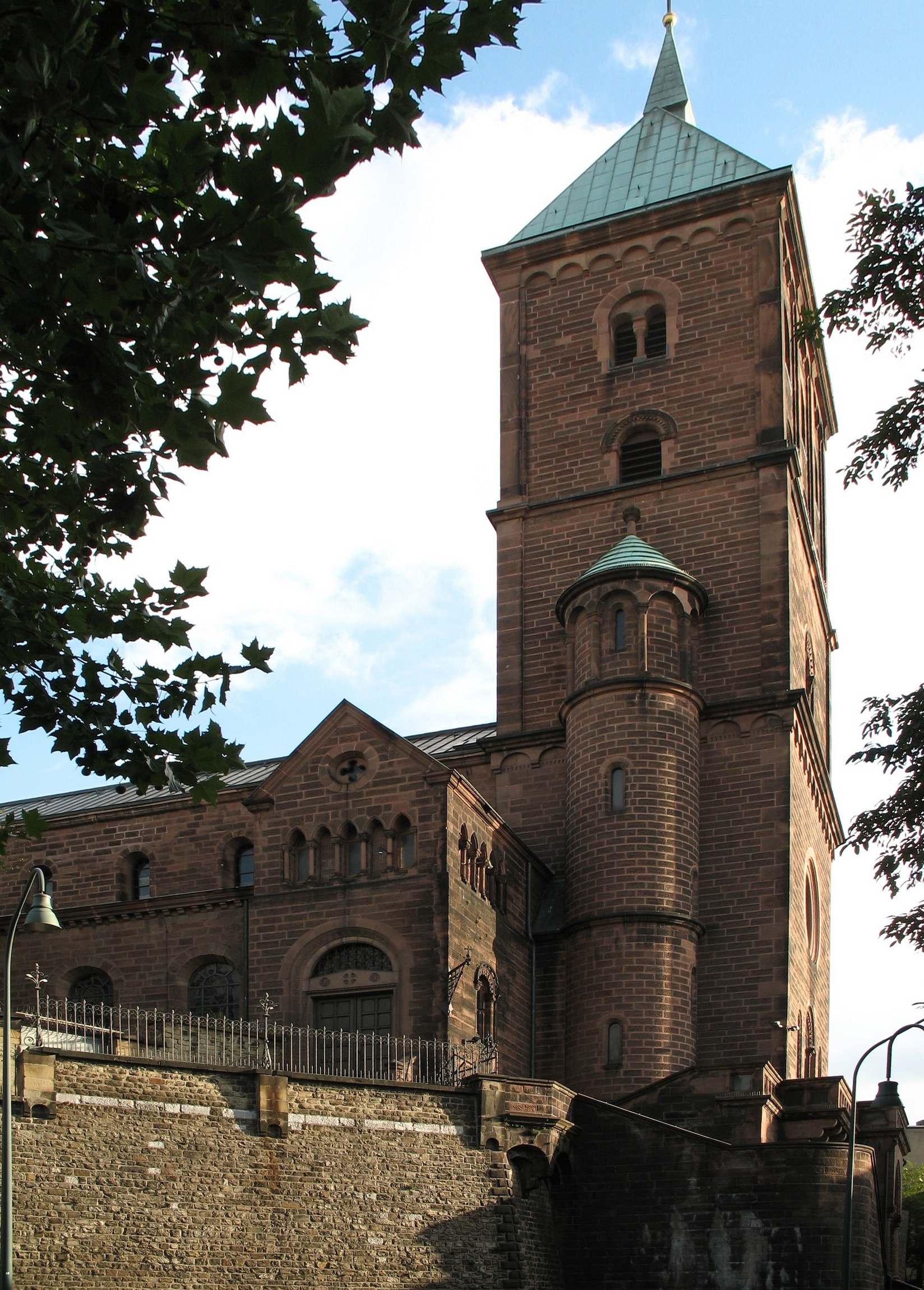
Sankt Adalbertskerk in Aken

Naast zijn werk als juridisch raadsman en diplomaat was kanunnik Hendrik van Geldenaken betrokken bij talrijke ambten in de Roomse kerk. 
Hij was kanunnik in de volgende kapittels:
- Sint-Gorikskapittel in de Onze-Lieve-Vrouwekathedraal van Kamerijk. In 1325 werd hij officiaal te Kamerijk.
- Sint-Maartenskapittel in Luik
- Sint-Waltrudiskapittel in Bergen
- Sint-Aubankapittel in Namen
- Sint-Gertrudiskapittel in Nijvel
- Sint-Pieterskapittel in Leuven
- Sint-Adelbertkapittel te Aken
- Sint-Pieterskapittel te Parma, toentertijd een stad van ghibellijnen.

Hendrik was proost van het kapittel van Sint-Adelbert in Aken.
Hij was kapelaan van Sint-Martens-Voeren, in het hertogdom Limburg. 
Daarnaast ontving hij inkomsten uit de personaten van Haarlem, Geel, Brecht en Sint-Martens-Bodegem.